# Herói de Israel
A barreta Herói de Israel (em hebraico:  גיבור ישראל) foi uma condecoração militar israelense concedida durante a Guerra de Independência. Ela seria substituída pela Medalha do Valor, a qual permanece a mais alta condecoração israelense. Apenas 12 barretas foram agraciadas, tornando esta uma das condecorações mais raras da história.

## História

### Criação da condecoração
Quando as Forças de Defesa de Israel foram criadas, em maio de 1948, o sistema de condecorações militares ainda não havia sido instituído, mas muitos soldados que se distinguiram em combate foram recomendados por seus superiores para condecorações. Sem qualquer prêmio existente, o comando do exército continuou coletando essas recomendações, ao mesmo tempo em que passou a organizar o tema das premiações e condecorações.
O comando do Exército instituiu um comitê para decidir acerca da criação de um sistema de condecorações e as primeiras propostas incluíam pelo menos 7 níveis diferentes de decoração. Também foi aberto ao público um concurso para desenho de medalhas. No entanto, todos os projetos apresentados por artistas em Israel e no exterior foram rejeitados pelo comitê do Tsahal. Após mais de um ano nenhuma decisão foi tomada e em meados de 1949 foi decidido, como "solução temporária", que 12 militares seriam condecorados como representantes das diferentes unidades das Forças de Defesa de Israel por terem se distinguido pelo nível mais alto de heroísmo.

### Agraciamento

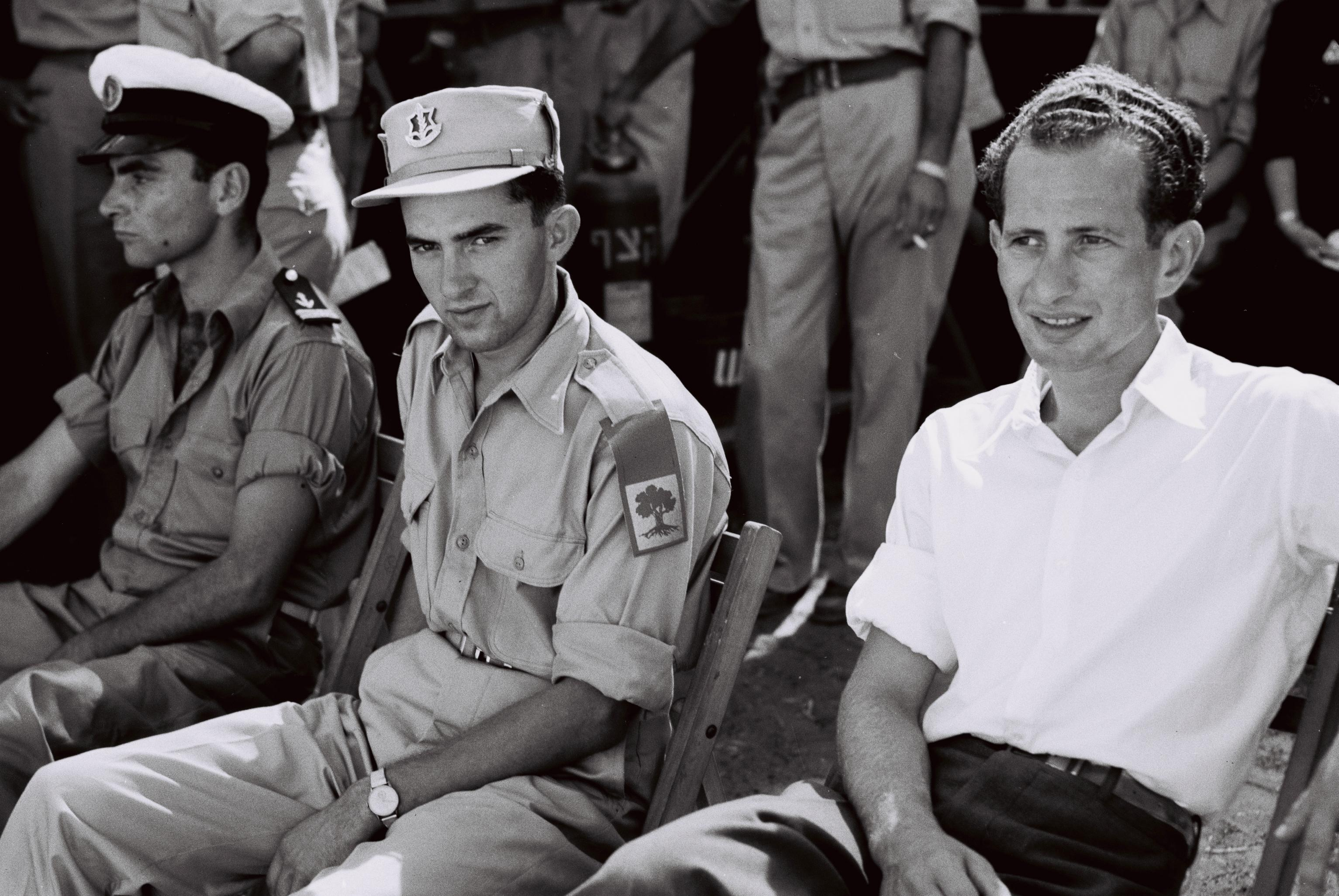
Yochai Bin-Nun, Aryeh Atzmoni e Emil Brig na cerimônia de premiação, 17 de julho de 1949.

O número 12 era simbólico em função das Doze Tribos de Israel, enquanto o título de Herói de Israel remete ao título de Herói da União Soviética. O recém-fundado Estado israelense era composto por grande número de judeus do Leste Europeu e da União Soviética, além de forte tendência socialista; especialmente no sistema de kibbutz. O novo Estado mantinha boas relações com os soviéticos, que usaram o Estado-satélite da Tchecoslováquia como procurador para as remessas de armamento para as forças israelenses durante a guerra.
A cerimônia de condecoração foi realizada em 17 de julho de 1949, Dia do Exército e três dias antes da assinatura do último acordo de cessar-fogo. Após uma parada militar na capital Tel Aviv, o presidente Chaim Weizmann, o primeiro-ministro David Ben-Gurion e o chefe do Estado-Maior do Tsahal, Yaakov Dori, condecoraram os recipientes ou entregaram a condecoração aos parentes daqueles cujo reconhecimento foi póstumo. Dos 12 premiados, 8 estavam vivos, com os parentes dos quatro heróis caídos recebendo a condecoração em seu nome.

### Decisão final

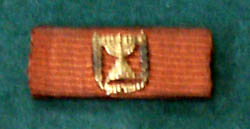
Exemplar da barreta da coleção de David Ben-Gurion no museu das FDI em Tel Aviv.

Após a cerimônia das 12 condecorações acima, o trabalho em um sistema completo de medalhas continuou. Uma proposta final de lei sobre medalhas foi aceita pelo governo e encaminhada ao Knesset em 1950. A legislatura rejeitou a lei e, como resultado, a "solução temporária" de 12 barretas tornou-se uma questão permanente, e ninguém mais foi galardoado com a comenda; desta feita, a barreta Herói de Israel tornou-se uma das condecorações mais raras da história mundial. Mesmo a Lei das Condecorações de 1971 não fez justiça aos numerosos heróis da Guerra da Independência. Nem uma única condecoração lhes foi concedida e as milhares de cartas de recomendação acabaram em caixas no arquivo das FDI.
Somente em janeiro de 1970 o Knesset aprovou a Lei das Condecorações nas Forças de Defesa de Israel e um comitê foi instituído para definir a disposição e as regras de concessão das condecorações. Em 1973, o governo aceitou as recomendações do comitê. A lei definiu três tipos de condecorações: Medalha de Valor, Medalha de Coragem e Medalha de Serviço Distinto. A Lei das Condecorações refere-se aos atos praticados após 4 de junho de 1967, mas também aos atos anteriores aos quais foi dado o título de "Herói de Israel" ou a citação do Chefe do Estado-Maior. Essas 256 citações foram revisadas e a maioria delas foi atualizada para uma das 3 condecorações.
A barreta Herói de Israel foi substituído pela Medalha de Valor, a qual foi agraciada retroativamente a todos aqueles que receberam a condecoração de Herói de Israel, com a barreta podendo ser usada como barra na fita da medalha.

## Descrição da barreta
A condecoração é uma barreta vermelha com um colchete no formato do Brasão de armas de Israel feito de ouro. Existem diferenças de tamanho nas barretas. A barreta na coleção de Ben Gurion no museu das FDI em Tel Aviv tem uma relação de comprimento e largura de 2,7 para 1, enquanto a barreta de Emil Brig tem uma proporção de 3,8 para 1. O menorá entre dois ramos de oliveira verticais também é diferente nos dois modelos.

## Agraciados
| Foto | Nome                | Posto                | Condição | Local da ação             | Data da ação          | Notas |
| ---- | ------------------- | -------------------- | -------- | ------------------------- | --------------------- | --- |
|      | Yair Racheli        | Soldado              | Vivo     | Próximo a Shefa-'Amr      | 19 de janeiro de 1948 | Agraciado por destruir uma posição inimiga.                                                                                   |
|      | Emmanuel Landau     | Soldado              | Póstumo  | Qiryat Motzkin            | 17 de março de 1948   | Agraciado por capturar um caminhão de suprimentos inimigo. Sua irmã recebeu a comenda, sendo a única sobrevivente da família. |
|      | Avraham Avigdorov   | Soldado              | Vivo     | Qiryat Motzkin            | 17 de março de 1948   | Agraciado por destruir dois ninhos de metralhadoras Bren.                                                                     |
|      | Zerubavel Horowitz  | Segundo-tenente      | Póstumo  | Estrada para Jerusalém    | 27 de março de 1948   | Agraciado por cobrir a retirada de seus camaradas durante um ataque inimigo.                                                  |
|      | Yizhar Armoni       | Soldado              | Póstumo  | Nabi Yusha                | 20 de abril de 1948   | Agraciado por cobrir a retirada de seus companheiros e evacuação de soldados feridos.                                         |
|      | Emil Brig           | Sargento             | Vivo     | Área do kibbutz de Gesher | 14 de maio de 1948    | Agraciado por explodir uma ponte e assim impedir o avanço do inimigo.                                                         |
|      | Zvi Zibel           | Soldado              | Póstumo  | Moshav de Ben Shemen      | 25 de junho de 1948   | Agraciado por entregar suprimentos ao moshav sitiado de Ben Shemen sob forte fogo inimigo.                                    |
|      | Ben-Zion Leitner    | Soldado de 1ª Classe | Vivo     | Iraq Suwaydan             | 19 de outubro de 1948 | Agraciado por destruir casamatas inimigas durante as Batalhas do Corredor de Separação.                                       |
|      | Aharon "Ron" Feller | Sargento             | Vivo     | Qaratiyya                 | 19 de julho de 1948   | Agraciado por destruir um tanque inimigo com um PIAT na Batalha de Qaratiyya.                                                 |
|      | Yohai Ben-Nun       | Capitão              | Vivo     | Mar Mediterrâneo          | 22 de outubro de 1948 | Agraciado por afundar a nau capitânia da Marinha Egípcia.                                                                     |
|      | Siman-Tov Ganeh     | Soldado              | Vivo     | Iraq Suwaydan             | 9 de novembro de 1948 | Agraciado por cobrir a retirada de seus camaradas apesar de seus próprios ferimentos.                                         |
|      | Arieh Atzmoni       | Sargento-mor         | Vivo     | Rafa                      | 4 de novembro de 1948 | Agraciado por mover um veículo bloqueando os canhões israelenses enquanto sob fogo.                                           |